# مجیک اسید
مجیک اسید یا اسید جادویی (به پارسی سره : تیزاب جادویی) (به انگلیسی: Magic acid) با فرمول شیمیایی F۶HO۳SSb یک ترکیب شیمیایی با شناسه پاب‌کم ۱۶۲۱۱۳۷۸ و جرم مولی ۳۱۶٫۸۲ g/mol است. شکل ظاهری این ترکیب، مایع است. این اسید از ترکیب شدن آنتیموان پنتافلوئوریدو فلوروسولفوریک اسید به‌دست می‌آید.